# Привреда Белорусије
Привреда Белорусије је мешовита економија са вишим средњим приходима. Као постсовјетска транзициона економија, Белорусија је одбацила већину покушаја приватизације у корист задржавања централизоване политичке и економске контроле од стране државе. Високо централизована белоруска економија ставља нагласак на пуну запосленост и доминантан јавни сектор. Описана је као држава благостања или тржишна социјалистичка. Белорусија је 74. највећа светска економија по БДП-у.
Белорусија се налази на 53. месту од 189 земаља на Индексу хуманог развоја Уједињених нација и нашла се у групи држава са „веома високим развојем“. Уз ефикасан здравствени систем, има веома ниску стопу смртности новорођенчади од 2,9 (у поређењу са 6,6 у Русији или 3,7 у Уједињеном Краљевству). Стопа лекара по глави становника је 40,7 на 10.000 становника (цифра је 26,7 у Румунији, 32 у Финској, 41,9 у Шведској), а стопа писмености се процењује на 99%. Према Програму Уједињених нација за развој, Џини коефицијент је један од најнижих у Европи.

## Економска позадина
Пре Октобарске револуције, Белорусија је била релативно заостала и неразвијена земља, у великој мери се ослањала на пољопривреду и са руралном пренасељеношћу, иако је доживела брз привредни и индустријски раст након изградње железнице крајем 19. века, са Минском, Витепском, Гродном, Пинском и Гомељом који постају значајни индустријски центри. Други светски рат је разорио Белорусију, која је изгубила око четвртине свог становништва и претрпела огромна уништења инфраструктуре. У послератним годинама, Белорусија се индустријализовала и постала важно трговинско чвориште између Совјетског Савеза и Европе. Производња је постала стуб њене привреде са акцентом на тракторе, тешке камионе, прераду нафте, стругове за резање метала, синтетичка влакна, телевизоре, полупроводнике и микрочипове. Осамдесетих година прошлог века више од половине индустријског особља Белорусије радило је у предузећима са преко 500 запослених. Међу совјетским републикама, имала је необично високу стопу извоза својих производа, око 80%, и била је технолошки најнапреднија. Због своје улоге произвођача производа од сировина увезених из Совјетског Савеза, Белорусија је названа „совјетска монтажна продавница“.
Од распада Совјетског Савеза и под Лукашенковим вођством, Белорусија је задржала владину контролу над кључним индустријама и избегавала је приватизације великих размера које су виђене у другим бившим совјетским републикама.
Период између 1996. и 2000. године окарактерисан је  значајним финансијским проблемима, посебно 1998. и 1999. године као резултат финансијске и економске кризе у Русији. То је резултирало пре свега наглим порастом цена и девалвацијом националне валуте, падом трговине са Русијом и другим земљама, растом заосталих обавеза међу предузећима и укупним погоршањем платног биланса земље. Екстремна напетост на девизном тржишту била је кључни фактор који је дестабилизовао привреду 1998. и 1999. године. У 1999. години потрошачке цене су порасле за 294%.
Белоруски БДП је порастао 9,9% у 2006. У првом кварталу 2007. БДП је порастао 8,2%. БДП је даље порастао у 2008. до 10%.
Анализа директних страних инвестиција у Белорусију између 2002. и 2007. године показује да је скоро 80% страних улагања било усмерено на услужни сектор, а 20% у индустрију; улагања у пољопривреди била су безначајна.

### Криза 2011.
Непосредно пре председничких избора 2010, влада је повећала просечне плате у Белорусији на 500 долара месечно. Сматра се да је то један од главних разлога за кризу 2011. Други разлози за кризу били су јака државна контрола у привреди, дисконтна стопа нижа од инфлације и буџетски дефицит.
У јануару 2011. Белоруси су почели да претварају своју штедњу из белоруских рубља у доларе и евре. На ситуацију су утицале гласине о могућој девалвацији рубље. Курсеве у Белорусији централизује Народна банка Белорусије под контролом владе. Народна банка је била принуђена да потроши милијарду долара девизних резерви како би уравнотежила понуду и потражњу валуте. 22. марта је прекинула подршку банкама. Народна банка такође није значајно мењала курс (3.000 белоруских рибљи (БР) за долар 1. јануара и 3.045 БР 1. априла), па је повећана тражња за доларима и еврима исцрпила готовинске резерве банака. У априлу и мају 2011. многи су морали да чекају по неколико дана у редовима да купе доларе у мењачницима. У априлу су белоруске банке добиле неформалну дозволу владе да повећају курс на 4.000 БР за 1 долар (касније 4.500 БР), али је мало људи почело да продаје доларе и евро. Дана 24. маја, рубља је званично девалвирана за 36% (са 3.155 на 4.931 БР за 1 долар). Али недостатак валуте се задржао. Као резултат несташице, створено је црно тржиште валуте. У јулу 2011, курс на црном тржишту је био скоро 6.350 БР за 1 долар, у августу је достигао 9.000 БР за 1 долар.
Септембра 2011. Народна банка Белорусије увела је сесију слободног девизног тржишта за утврђивање тржишне вредности рубље. Од новембра 2011. до марта 2012. курс је био 8.000 до 8.150 Rbls за долар, али је почео да расте у априлу 2012. године и достигао 8.360 за долар 10. јула 2012.
Криза је снажно утицала на економију. Инфлација је достигла 108,7% у 2011. Просечна плата (рачуната у доларима) смањена је са 530 долара у децембру 2010. на 330 долара у мају 2011. У мају 2012. просечна плата је достигла 436 долара. Стопа рефинансирања (аналог дисконтне стопе) порасла је са 10,5% у децембру 2010. на 45% у децембру 2011. и пала на 32% у јуну 2012. У новембру 2011. камате неколико банака достигле су 120% у рубљама.

### Уредба о незапослености из 2015. године
У априлу 2015, Александар Лукашенко је потписао закон којим је уведена новчана казна за незапослено становништво. Овај закон обавезује све грађане који сваке године плаћају директне порезе мање од 183 дана да плате таксу. Масовни медији су упоредили предлог са борбом са "тунеядцы", или друштвеним паразитима, у Совјетском Савезу. Неколико група лица ослобођено је плаћања накнаде: родитељи са дететом до 7 година, инвалиди, студенти и др. Избегавање плаћања било је кажњено новчаним казнама, административним хапшењима и обавезним јавним радовима.

### Подаци о Ковид-у 2020.
Белоруска економија је била релативно мање погођена пандемијом ковида 19 и релативно лаганим и одложеним мерама затварања и карантина због Лукашенкове банализације пандемије. Професор Виктор Сајевич је у септембру 2020. рекао да је Белорусија претрпела пад економских вредности између 1,5% и 2%, док су европске земље задржале пад од око 12%. Истовремени политички немири и појачана државна репресија такође су негативно утицали на економију.

## Плате и тржиште рада
Белоруско тржиште рада је веома регулисано. Важни елементи система централног планирања су и даље на снази. У принципу, одлука о одређивању плата препуштена је фирмама, али Влада може утицати на структуру зарада кроз тзв. тарифни систем, врсту централно утврђене платне мреже. Тарифни систем је обавезујући у буџетском сектору, укључујући предузећа и организације које се углавном финансирају и субвенционишу у оквиру државног и/или локалних буџета. Приватни (тзв. самофинансирајући) сектор, који представља, као што је већ напоменуто, само мали део запослености, има малу самосталност.

### Незапосленост
Званична стопа незапослености је нижа од 1%. Методе Међународне организације рада (међународни стандард) укључују и оне који траже посао који нису званично регистровани.
Не постоји званична статистика незапослености према методама ИЛО-а. 6,1% Белоруса од економски активног становништва именовало је себе незапосленима током пописа 2009. године. Светска банка је у јулу 2012. закључила да је реална стопа незапослености седам пута већа од званичне. Бивши министар рада Александар Соснов процењује да је стопа незапослености 10% од економски активног становништва. Према процени Повеље 97, стварна незапосленост у Белорусији може бити 15% или чак 24%.

### Права радника
2021. године Међународна конфедерација синдиката уврстила је Белорусију међу 10 најгорих земаља за запослене на свету. Разлози за погоршање ситуације укључивали су репресију државе над активностима независних синдиката, произвољна хапшења и тешке случајеве ограниченог или никаквог приступа правди.
Током белоруских протеста 2020. године, неколико компанија је покушало да започне штрајк и наишло је на бруталну репресију. 2021. године, тројица радника Белоруске железаре затворена су због покушаја организовања штрајка.

## Сектори привреде
Учешће производње одабраних индустрија у укупној индустријској производњи у 2008
Секторска структура бруто домаћег производа у 2008
У Бресту је 1996. године успостављена Слободна економска зона. Програм је проширен на Минск, Гомељ, Витебск, Гродно и Могиљов. Од 2020. године, више од 270 страних организација користило је ову прилику. Чланство у СЕЗ-у доноси значајне предности.
Од 2013. године, део белоруске индустрије је био изложен прекомерној производњи: њене непродате залихе робе процењене су на најмање 3,8 милијарди долара, укључујући 20.000 непродатих трактора марке Белорусија.
Власништво над земљом је строго регулисано у Белорусији. Закон о земљишту и председнички декрет 667 су издати 2007. године и прате строге смернице у складу са „циљаном употребом“. Приближно 90% земљишта је на овај начин намењено за пољопривредну или шумарску употребу.

### Пољопривреда
Кумулативни пад додате вредности достигао је 30 одсто од 1991. године, а 15 одсто од 1995. године. Удео пољопривреде у БДП-у опао је за преко 10 процентних поена према 14 процената 1997. године. То се десило, без обзира на председникову економску стратегију самоодрживости у производњи хране 2001. године. Пад укупне пољопривредне производње делимично би се могао приписати неповољним временским условима (попут поплава), али је пад у жетви кромпира, поврћа и других усева који се углавном гаје на приватним парцелама био мањи него код производа које гаје колективне фарме. Такође, сточарство је у опадању и концентрисано је у државни сектор. Субвенционисање пољопривредног сектора у Белорусији износило је 1–2 процента БДП-а у виду директних државних кредита, аванса за реализацију државних наруџбина главних усева, уз изразито негативне каматне стопе. Поред тога, државни буџетски фонд, Фонд за подршку пољопривреди, обезбеђује средства за компензацију произвођача хране за трошкове инпута (ђубрива и опреме) који су износили још 1–2 процента БДП-а у периоду 1996–1997. Коначно, Централна банка Белорусије издала је субвенционисане кредите пољопривредном сектору по каматној стопи од половине стопе рефинансирања. Међутим, упркос чињеници да државна и колективна газдинства обрађују око 83 одсто пољопривредног земљишта и да имају највише користи од државних субвенција, приватна газдинства и приватне парцеле производе више од 40 одсто бруто производа.
Белорусија се може поделити на три пољопривредна региона: северни (лан, сточна храна, траве и говеда), централни (кромпир и свиње) и јужни (пашњаци, конопља и говеда). Хладна клима и тло Белорусије су погодни за сточне усеве, који издржавају стада говеда и свиња, и усеве у умереним зонама (пшеница, јечам, овас, хељда, кромпир, лан и шећерна репа). Тла Белорусије су углавном плодна, посебно у речним долинама, осим у јужним мочварним регионима.
Највеће промене у пољопривреди у првој половини 1990-их биле су смањење обрадивог земљишта и значајан прелазак са сточарске на биљну производњу јер су усеви постали много исплативији него раније. Продајна цена усева је генерално порасла више од трошкова производње, док су инпути за стоку (као што је увезена сточна храна) порасли по цени изнад продајних цена стоке.
Прехрамбено-прерађивачку индустрију у земљи воде првенствено државни концерн и локални општински или регионални производни објекти.

### Текстил
Фабрика лана у Орши, која је део Белоруског државног концерна Белегпром, израђује од лана велики број платнених тканина, што захтева „предење, ткање, бојење, механичко, хемијско омекшавање, скупљање и друге обраде текстила“. Фабрика је пројектована 1928. године; прва фабрика је завршена 1930. године, друга 1961. и трећа 1972. године. У 2008. години, фабрика је снабдевала 8% светског тржишта ланених тканина, када је 5.000 радника прерадило 25.000 тона ланених влакана.
Фабрика "Славијанка" у Бабрујску поседује модерну текстилну опрему. Прве панталоне су поручене 1930. године, а данас фирма производи одела, хаљине, блузе, спортску, пословну и специјалну одећу.

### Енергија
Белорусија је земља партнер енергетског програма ЕУ INOGATE (Interstate Oil and Gas Transportation to Europe), који има четири кључне теме: унапређење енергетске безбедности, конвергенција енергетских тржишта држава чланица на основу принципа унутрашњег енергетског тржишта ЕУ, подршка одрживом енергетском развоју и привлачење инвестиција за енергетске пројекте заједничког и регионалног интереса.
Повољни услови руске испоруке нафте и гаса стоје иза степена економске зависности од Русије, суседа Белорусије из Евроазијијског економског савеза. Према неким проценама, профит који произилази из ниских цена које земља плаћа за руски гас и нафту - било да се конзумирају локално или прерађени, а затим поново извезени - повремено је износио и до 10% националног БДП-а. Осим тога, главно извозно тржиште белоруских пољопривредних и индустријских производа налази се у руском суседу.

#### Нуклеарна енергија
Белоруска влада је 2008. године одлучила да изгради нуклеарну електрану. Уз помоћ Предузећа Енергетске машине, Атомстројекспорт, Росатом и Атомаш ангажована је монтажа два реактора са водом под притиском типа АЕС-2006 (ВВЕР)у месту Шулники, у Гродњенској области. Први блок пуштен је у рад  после децембра 2019.

#### Електрична енергија
Електроенергетски сектор земље спојен је у државни производни синдикат електроенергетског сектора „Беленерго“, који се, осим централне диспечерске јединице, састоји од шест републичких унитарних регионалних предузећа електроенергетског система и субјеката свих облика својине који обављају поправке, одржавање и санацију објеката, истраживање и развој, услужне делатности и изградњу нових објеката електроенергетског сектора.

#### Нафта
Све активности у вези са тражењем, истраживањем и производњом нафте и гаса у земљи спроводи концерн Белнефтехим под контролом владе преко своје подружнице, унитарног републичког предузећа Белоруснефт. Белоруснефт извози око 50% своје производње нафте. Нафтна лежишта на територији Белорусије налазе се у једном нафтно-гасном басену, Припјатској депресији, која покрива око 30 000 km³. Сопствена производња Белорусије покрива само око 30% домаће потрошње нафте. Из тог разлога, Влада тражи начине да приступи ресурсима нафте и гаса на територији Русије и других земаља, како би се тамо произведена нафта испоручивала рафинеријама у Белорусији, а рафинисани производи продавали на домаћем и извозном тржишту.
Делатност предузећа која управљају нафтоводима регулисана је у складу са Законом о природним монополима, који изричито прописује механизам за њихово регулисање од стране државног регулатора.

#### Природни гас
Скоро сав природни гас који се користи у Белорусији се увози из Русије (око 99% потрошње). Домаће цене гаса и даље регулише влада и у многим случајевима покривају само део стварних трошкова. Белорусија има добро развијену мрежу за транспорт и дистрибуцију гаса која обезбеђује поуздано снабдевање природним гасом потрошача у земљи. Белтрансгас, 100% државно акционарско друштво, поседује и управља системом магистралних гасовода за природни гас. У новембру 2002. белоруски парламент је усвојио закон којим се дозвољава приватизација Белтрансгаса. Са Гаспромом је 2006. године постигнут договор о стицању 50% плус удела у Белтрансгасу по цени од 2,5 милијарди долара.

#### Уљни шкриљац
Белорусија садржи велике, али неразвијене резерве уљних шкриљаца, које се процењују на 8,8 милијарди тона. Од 2010. Белорусија настоји да почне да експлоатише резерве како би смањила своју зависност од руских угљоводоника.

### Целулоза и папир
Слоним у Гродњенској области је имао фабрику папира од 1806. 1995. године фабрика је преименована у „Слонимски комбинат картона и папира „Албертин““ и сада производи картон, папир и марамице. Остале фабрике производе тоалет папир, салвете, убрусе, као и папирне кесе и кутије.
Фабрика хартије Спартак у Шклову производи 20 врста папира. 2017. године, државни концерн за дрвну и папирну индустрију  ставио је на продају 85,14% удела у Спартаку за 7,393 милиона долара.

### Рударство
Иако није богата минералима, Белорусија има мала налазишта руде гвожђа, руда обојених метала, доломита, поташе (за производњу ђубрива), камене соли, фосфорита, ватросталне глине, песка за калупљење, песка за производњу стакла и разних грађевинских материјала.
Белорусија такође има налазишта индустријских дијаманата, титанијума, руде бакра, олова, живе, боксита, никла, ванадијума и ћилибара.
Године 2019. земља је била 2. највећи светски произвођач поташе и 20. највећи светски произвођач соли.

### Производња метала
Совјетски Савез је 1982. године донео одлуку о подизању челичане и две године касније је настала Белоруска челичана која је првенствено прерађивала локални метални отпад. Фабрика производи више од 50 легираних и нисколегираних конструкцијских и угљеничних челика. Два погона производе челичну жицу, месингану жицу и жицу за црева.
Алуминијум и нерђајући челик се набављају за домаће тржиште у Русији и Србији.
Tsvetmet излива чак 5.000 тона годишње обојених метала попут бакра, бронзе и месинга; док делове од ливеног гвожђа и челика (чак 8.000 кг) производи компанија Универсал-Лит. Ова друга компанија је део Нива-Холдинга који запошљава 2.100 људи у Салигорску, Минску, Могиљову и Уречју у неколико подружница.

### Производња
Белорусија има неколико домаћих произвођача аутомобила као што су БелАЗ, који производи опрему за тегљаче и земљане радове, МЗКТ, који производи тешка теренска возила, посебно војне камионе, Неман, који производи аутобусе за јавни превоз, и МоАЗ, сва остала индустријска возила. Већина возила произведених у Белорусији су комерцијална возила.  Белоруска компанија МАЗ и немачка компанија MAN SE су у партнерству од 1997. године. Белкомунмаш производи електрична возила за градски транзит.
Најновије партнерство је остварено између америчке компаније Генерал Моторс и белоруске компаније Унисон СП ЗАО за производњу возила Cadillac Escalade за руско тржиште и тржишта Заједнице независних држава.
Фабрика мотоцикала и бицикала Мотавела се налазила у граду Минску између 1945. и 2018. године, али је због неиспуњавања инвестиционог програма  2017. године проглашен банкрот. Просторије су постале својеврсни лаки индустријски објекат са више закупаца.
Влада је подржала кинеску глобалну стратегију развоја инфраструктуре кинеске иницијативе „Појас и пут“, што је довело до покретања повезаног кинеско-белоруског индустријског парка са ниским порезима у близини Националног аеродрома Минск 2012. који је планиран да порасте на 112 km² до 2060-их. Ово би требало да буде производни центар Евроазијског економског савеза, са добрим саобраћајним везама са Европском унијом.

### Хемијска индустрија
Белоруска хемијска индустрија специјализована је за извлачење вредности из руских нафтних деривата који транзитирају кроз нафтоводе у Немачку и на запад. Синтетички полимери попут најлона, вискозе, акрила, полиестера и полиетилена производе се из овог тока, као и производи кућне хемије. Рафинерије нафте се налазе у Наваполацку и Мозиру.
Више од 500 врста хемијских и петрохемијских производа производи у Белорусији једна фирма: Концерн Белнефтехим, настао 1997. године, а обједињује најважније хемијске индустрије. Обезбеђује око 30 одсто укупне индустријске производње у Белорусији и половину извоза, који иде у преко 120 земаља широм света. Више од 70 одсто петрохемијских производа продаје се у иностранству.
Минерална ђубрива у комплексу азота, фосфора и калијума производе се у фабрици у Старобину.

### Банкарство
Шест комерцијалних банака, четири бивше државне специјализоване банке за пољопривредни сектор, индустријски сектор, спољну трговину и штедионица, и две универзалне банке доминирају банкарским системом. На ове бивше државне специјализоване банке отпада преко 80 одсто неотплаћених кредита банкарског система, преко 70 одсто депозита у домаћој валути и сав кредит за рефинансирање НББ-а. Многе комерцијалне банке су подложне директном и личном утицају владе пошто многи званичници на министарском нивоу учествују у председавању и управљању банкама. Комерцијалне банке делују као агенти централне банке у дистрибуцији државних финансијских средстава. Дакле, и Централна банка Белорусије обавља углавном техничке функције јер је влада уредбама и резолуцијама укључена у рад целог банкарског сектора.

### Луксузна роба
Алкохолна пића производе се у осам дестилерија Акционарског друштва «Минск кристал», којим управља државни концерн.
Belyuvelirtorg, који је организован 1948. године, представља ланац од 64 златаре присутне широм Белорусије. Ланац продаје предмете од злата, сребра и природног камена, сатове и слично, као и прстење, минђуше и наруквице произведене у Гомељу.

### Информациона технологија
Информациона технологија је била растући сектор белоруске привреде. Почетком 2000-их створена је повољна клима у земљи: ИТ компаније су добиле стопу од 0% на порезе и државне субвенције, порез на доходак за технолошке раднике је такође смањен. Покренут 2006. године, Парк високе технологије у североисточном предграђу Минска требало је да постане Белоруска Силицијумска долина. Лукашенко га је 2019. посетио и назвао га својим омиљеним пројектом. До 2020. године угостио је више од 750 старт-ап и аутсорсинг компанија које су запошљавале 58.000 радника. Укупно, више од 100.000 грађана радило је у ИТ сектору.
У последње две деценије белоруски ИТ се претворио у велики технолошки центар у Европи, чинио је 5,5% БДП-а земље и извезао је софтвер у вредности до 2 милијарде долара (1,69 милијарди евра).
Разбијање опозиције широм земље, које је спровела власт након протеста 2020. године, довело је до значајног пада ИТ сектора јер је већина технолошких стручњака побегла из земље. Већина новооснованих предузећа основаних у Минску преселила се у друге европске земље, само је 2021. више од 15.000 ИТ радника напустило земљу. Више од 3000 технолошких радника отишло је у Украјину, 1800 запослених у 30 компанија са укупним инвестицијама од 76,8 милиона долара преселило се у Пољску, најмање 41 компанија је отишла у Литванију. Такви гиганти као што су Вибер и Варгаминг придружили су се егзодусу.
Инвазија Русије на Украјину изазвала је други талас одлива ИТ мозгова у Белорусији. Скоро 40 одсто компанија суочило се са одбијањем нових уговора због санкција уведених Белорусији.
У августу 2021. Лукашенко је оптужио компаније ХТП да раде „за САД за упола цене“. Он је 4. априла 2022. наредио да се ИТ сектору доделе једнаки услови као другим индустријама. У марту 2022. повећани су порези за ИТ компаније.

### Туризам
Због свог положаја, Белорусија је активно посећена у транзитне сврхе: око 1.500.000 долазака годишње.
Руси су већи део долазног туристичког тока, али нема одговарајућег броја њихових долазака јер се граница између Русије и Белорусије прелази без икакве граничне контроле у оквиру политике Савезне државе.
Белоруска лечилишта и санаторијуми су популарни међу руским туристима због релативно нижих цена. Белорусија је 2010. године имала 334 санаторијума, лечилишта и здравствене организације и друге специјализоване смештајне капацитете.
Број долазака страних посетилаца у Белорусију у 2000. години износио је 2.029.800. Од 2005. овај број варира између 4.737.800 и 5.673.800. Приватни доласци су најпопуларнија сврха путовања. У свим овим показатељима, преласци руско-белоруске границе су искључени, иако су вероватно значајни.
Као и 2010. године, број одлазака туриста у иностранство износио је 7.464.200. У земљи су постојале 783 туристичке агенције (2010. године).  Већина туристичких агенција су приватне, више од 50% њих се налази у Минску.
Главни партнери у области међународног туризма су земље бившег Совјетског Савеза, Немачка, Пољска, Велика Британија, Турска, Чешка, Словачка, Бугарска, Шведска, Холандија .
Број хотела је порастао са 256 на 359 у 2010.
Број запослених у области туризма и рекреације у 2010. години износио је 9.900.
Седница Комитета за светску баштину, одржана у Дурбану (Јужна Африка), одобрила је додавање архитектонског, стамбеног и културног комплекса породице Радзивиљ у Њасвижу на листу светске баштине. Замак у Миру је такође уврштен на ову листу.

## Еколошки проблеми
Белорусија је основала министарства енергетике, шумарства, мелиорације и водних ресурса и државне комитете који се баве екологијом и безбедносним процедурама у индустрији нуклеарне енергије.
Најозбиљнији еколошки проблем у Белорусији резултат несреће 1986. у нуклеарној електрани у Чернобиљу преко границе са Украјинском ССР, имао је разарајући ефекат на Белорусију. Као резултат испуштања радиоактивности, многа села су напуштена. Око 70% нуклеарних падавина из електране пало је на белоруску територију, а око 25% тог земљишта се сматра ненасељивим. Трошкови пресељења и лечења били су значајни и дугорочни. Владина ограничења боравка и коришћења контаминираног земљишта се не примењују стриктно.

## Санкције
ЕУ, САД, Велика Британија, Канада санкционисале су бројне белоруске компаније након избора 2006, 2010, 2012. и 2020. године. ЕУ је 2020. и 2021. увела санкције за неколико компанија, укључујући МАЗ, МЗКТ, БелАЗ (аутомобилска индустрија), компанију за некретнине Дана Холдингс, трговачке компаније Бремино групе и друге. ЕУ је 24. јуна 2021. увела секторске санкције које су утицале на производњу нафте и ђубрива, дуванску индустрију, набавку опреме двоструке намене и приступ финансијским тржиштима ЕУ од стране белоруске владе. Америчко министарство финансија је 2007. године увело санкције концерну Белнефтехим и његовим подређеним компанијама. Касније су суспендоване, али нису отказане. САД су их 2021. обновиле и увеле нове санкције за неколико компанија. 2021. године, Велика Британија и Канада увеле су сличне санкције за неколико компанија.
У периоду 2020–2021, белоруске власти су чиниле различите напоре да заобиђу санкције Запада. Такође су сакрили статистику како би спречили откривање начина на који се она користи да се заобиђу санкције и прате ефекти. Конкретно, приступ подацима о производњи и извозу санкционисане робе постао је ограничен на јавност. У октобру 2021. Белстат је почео да крије податке о извозу трактора и камиона. У септембру 2021, Александар Лукашенко је поменуо министра индустрије и потпредседника владе као људе који су организовали заобилажење санкција. Оптужио је и неколико радника државних фабрика да су прикупљали информације о начинима заобилажења санкција и запретио им затвором. Белоруски КГБ је ухапсио 13 радника из фабрике ђубрива Гродно Азот, Рафинерије нафте Нафтан, челичане БМЗ и Белоруске железнице у могућој вези са овом изјавом. Пријављено је да су неки од њих оптужени за државну издају. Најмање двојица од њих су касније пуштени.